# Kap Marsh
Das Kap Marsh (in Chile Cabo Nemesio) ist ein markantes Kap am südöstlichen Ausläufer der Robertson-Insel vor der Nordenskjöld-Küste des Grahamlands auf der Antarktischen Halbinsel. Es besteht aus einem über 235 m hohen Felsenkliff.
Der norwegische Walfangunternehmer und Antarktisforscher Carl Anton Larsen entdeckte die Robertson-Insel 1893 und nahm eine grobe Kartierung vor. Der Falkland Islands Dependencies Survey (FIDS) nahm im Juli 1953 Vermessungen des südlichen Teils der Insel vor. Das UK Antarctic Place-Names Committee benannte des Kap 1957 nach George Walter Marsh (1925–1988), Arzt und Leiter der Station des FIDS in der Hope Bay in den Jahren 1952 und 1953. Namensgeber der chilenischen Benennung ist der Infanterist Nemesio Zamora Cabrera, der bei der 2. Chilenischen Antarktisexpedition (19471948) am Bau der Bernardo-O’Higgins-Station beteiligt war.